# 善光寺縁起
善光寺縁起（ぜんこうじえんぎ）とは、信州善光寺の起源や由来を伝える物語である。平安末期には全国に広まっていた善光寺信仰のもとになったと考えられる。

## 概要
善光寺の歴史や信仰を研究する上で欠かせないものである。実在の人物が多数登場するが、仏像崇拝の習慣が無い頃のインドで善光寺如来が作られたことになっているなど、神話性も強い。
「善光寺縁起」自体の成立は、平安時代後期に著述された歴史書『扶桑略記』等に引用されていることから、平安時代後期にさかのぼると考えられる。それ以前のことはよくわかっていない。鎌倉時代になると、『平家物語』にも「善光寺炎上」の段が登場し、その中で「善光寺縁起」が語られるなど、広く世に知られるようになった。また同じ時代には、善光寺縁起を絵解きのための絵にした「善光寺如来絵伝」も登場している。江戸時代になると、出版文化の隆盛により「善光寺縁起」は出版されて世に広がった。
先に述べた「善光寺如来絵伝」による絵解きは、善光寺信仰を宣伝する手段として中世から盛んに行われてきた。近世には、善光寺が自ら前立本尊を奉じて各地に赴き、開帳を行う「出開帳」も行われたが、その中では善光寺縁起の絵解きも行われ、絵縁起の講談とも呼ばれた。一時は絶えかけていたこうした絵解き文化だが、長野郷土史研究会などにより復活され、現在もいくつかの寺院では善光寺縁起の絵解きが行われている。

## 内容
元禄五年（1692年）、京都の学者・坂内直頼が出版した『善光寺縁起』全５巻。それをもとにした『善光寺縁起ものがたり』小林一郎 著（光竜堂、2009）をベースに、内容を簡潔に説明する。

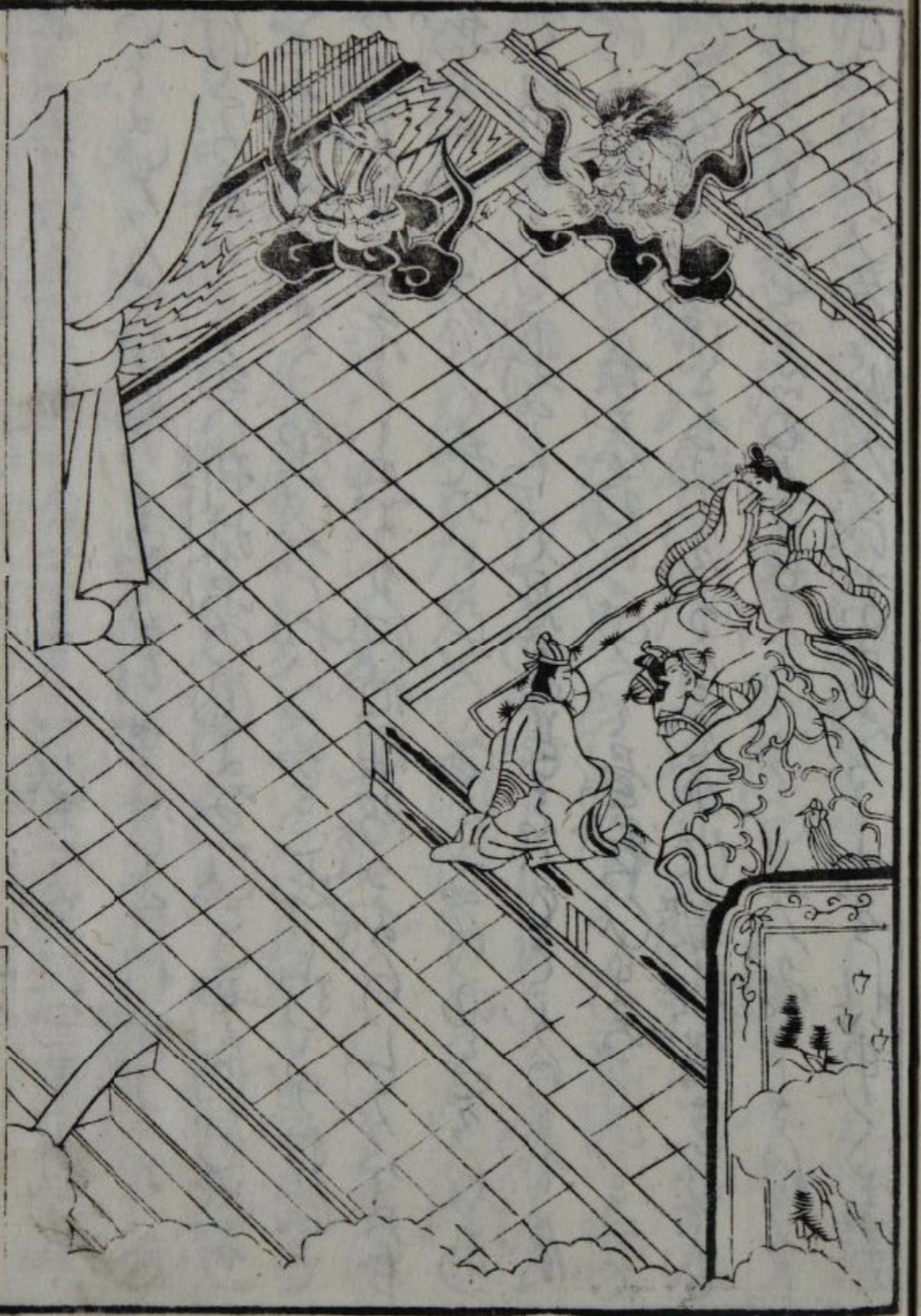
病に倒れる如是姫（坂内直頼『善光寺縁起』より）

### 月蓋長者と如是姫－善光寺如来の誕生
お釈迦様が生きていた頃のインド・ビシャリ国に月蓋（がっかい）長者という金持ちがいて、欲望のままに贅沢な暮らしをしていた。ある日、お釈迦様は長者を教え導こうと、その家の門前にやって来た。長者はガラスの杯に白米を盛り、自ら出迎えようと思うが、急に惜しくなって途中で家に戻ってしまう。
やがて長者の不善が原因となり、ビシャリ国を疫病が襲い、多くの人が亡くなる。そして長者の寵愛を受けた美しい娘・如是姫も病に倒れてしまう。名医も祈祷も役には立たず、周りの人々は長者にお釈迦様の教えを乞うしかないと勧めた。
長者はお釈迦様のもとに参詣し、罪を懺悔して娘の命、ひいては国の人々の苦しみを救ってくれるよう懇願した。お釈迦様はこう告げる。「それは私の力の及ぶところではない。ただ、西方極楽浄土には阿弥陀如来様がいる。罪を悔い改め、南無阿弥陀仏を唱えればきっと如来さまは現れ、人々を救ってくれるだろう」
長者はすぐに帰宅すると、阿弥陀・観音・勢至の三尊に祈りを捧げ、心からの念仏を唱えた。するとたちまちそれを聞き届けた阿弥陀如来はその身を一寸五尺の姿に縮め、左右に観音・勢至菩薩を伴って顕現された。大光明が放たれ、疫病を起こしていた悪神・疫病神たちはたちまち消え去ってしまう。苦しんでいた国中の人々は一人残らず助かった。如是姫も同様に息を吹き返す。長者たちは涙を流し、信仰の思いを深くした。

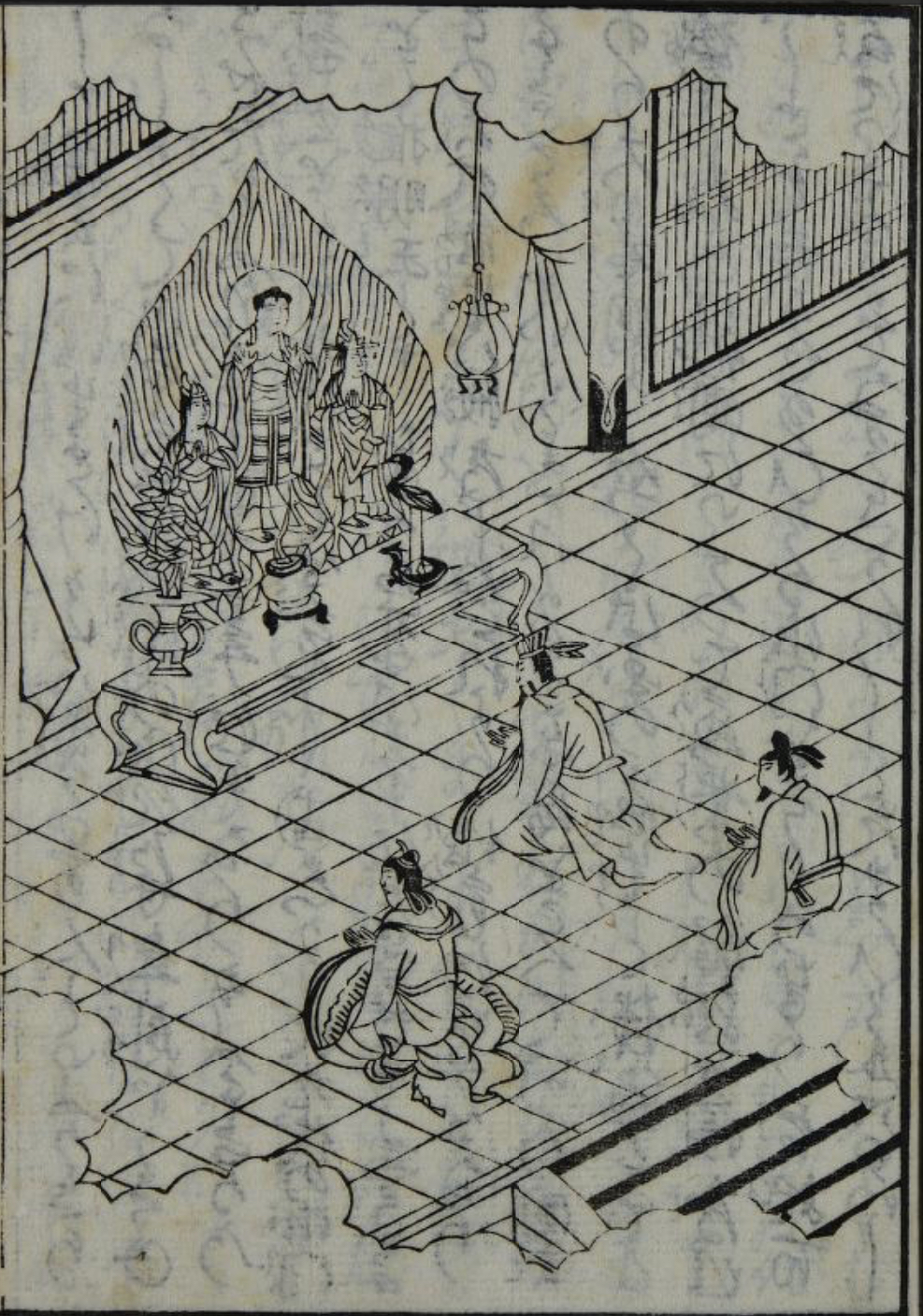
如来を大切に祀る月蓋長者（坂内直頼『善光寺縁起』より）

感激した長者はお釈迦様のもとに参上し、「この三尊仏の姿を写して像を造り、この世にとどめ礼拝したい」とお願いする。そこでお釈迦様は、弟子の目連尊者を竜宮城に遣わせ、閻浮檀金（えんぶだんごん）という黄金を使って仏像を造らせることにする。竜宮城の竜王はそれを受け入れ、黄金を献上した。
閻浮檀金を鉢に盛り、阿弥陀三尊をお招きすると、お釈迦様と共に光を放ち、それに照らされた黄金はたちまち柔らかくなる。さらにお釈迦様が座禅をし、印を結ぶと、たちまち黄金は阿弥陀三尊の姿そっくりに変化した。長者は歓喜し、大伽藍を建ててその仏像をお招きし、盛大に祀った。わが国に現れた善光寺如来はこのご本尊である。

### インドから百済、そして日本へ
月蓋長者はやがて亡くなったが、如来に仕えることを望んだため、すぐに人間に生まれ変わり、その後も500年間、７回の転生を繰り返した。さらにその後、百済の聖明王として生まれ変わった。
聖明王は前世でのことを忘れ、信仰を失っていたが、ある時、インドから本尊の阿弥陀如来が現れ、そのいわれを告げるとたちまち記憶を取り戻した。それからは聖明王は宮殿を整備して阿弥陀如来を招き、深く信仰して敬うようになった。聖明王の死後も百済では如来を信仰し、百済の人々は教え導かれた。そしてさらに千年あまりの歳月が流れた。
推明王の頃、如来は海を渡り、日本へ行って衆生を救うつもりであることを告げる。人々は大変悲しんだが、推明王は船を造って如来を日本に送ったのだった。

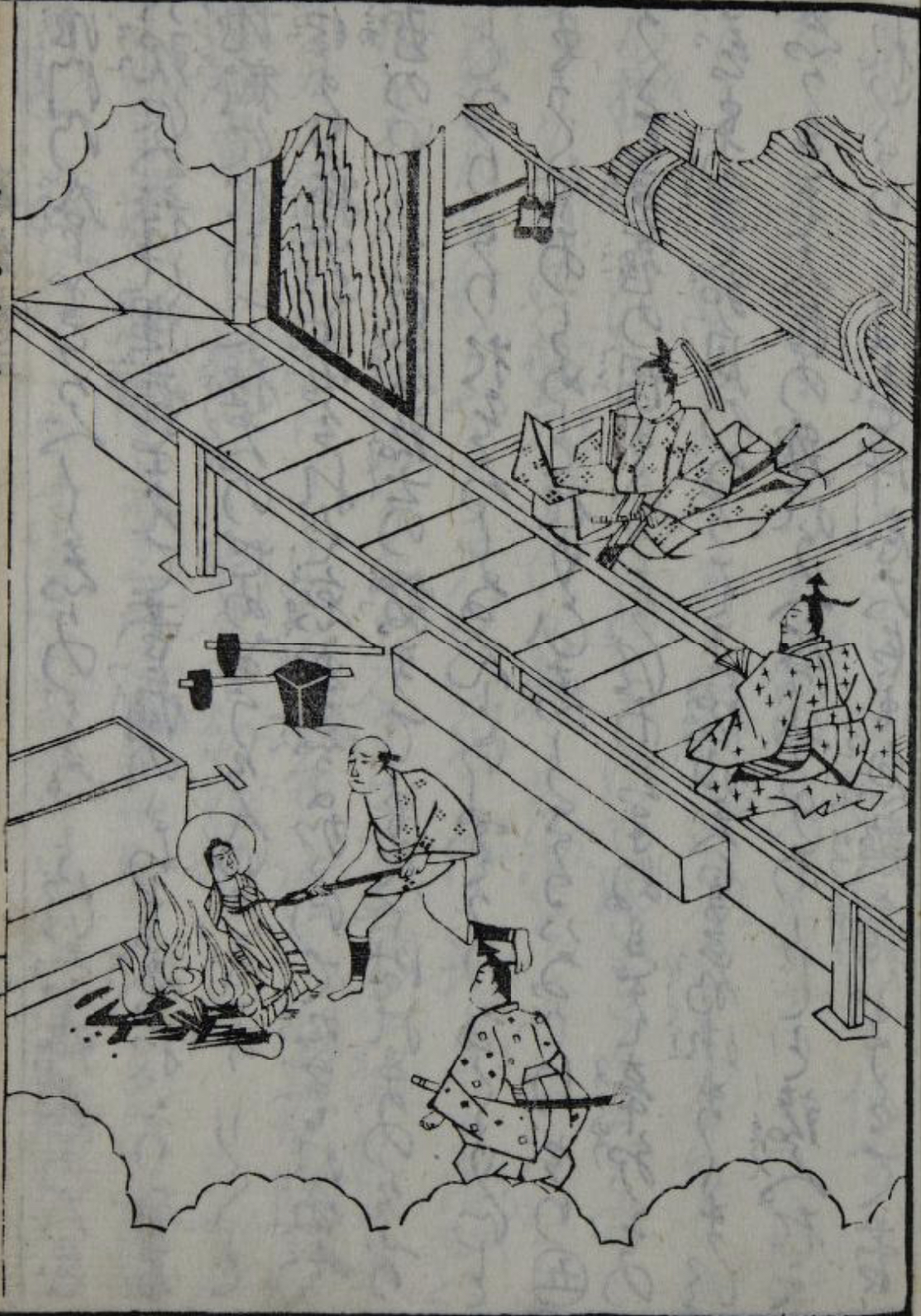
如来を壊そうとする物部尾輿（坂内直頼『善光寺縁起』より）

### 日本での受難
欽明天皇十三年（552年）、如来像は日本に渡った。宮中では推明王から送られたこの仏像と経典を受け取るべきか、審議が行われる。群臣たちは日本は神国だとして一斉に反対したが、蘇我稲目は生身の如来であるこの尊像を受け入れることを奏上した。天皇はその言葉を受け、如来を礼拝することにする。
その後、如来は蘇我稲目の家に預けられ、安置されることとなる。しかし570年、国に熱病が流行ると、大臣の物部尾興はその原因を如来像だと主張した。外国の仏像に対し、日本の神々が怒っているというのである。天皇はこれをもっともだとし、物部尾興は如来像を大型の炉に入れ、溶かして捨ててしまおうとする。しかし、如来像は色さえ変えなかった。物部尾興は興ざめし、如来を難波の堀江に捨てさせてしまう。
その後、欽明天皇はなくなり、物部尾興も病に倒れた。次の敏達天皇も病に臥せってしまう。学識者は「仏像のたたりだ」と申し上げ、それに驚いた公卿たちはただちに難波の堀江に勅使を派遣し、過去の罪をお詫びした。それを聞き届けたのか、水の底から光が輝いて、如来が水面に出現する。すぐに如来像を皇居にお移しして礼拝すると、天皇の病気も治った。
しかし、物部尾興の息子・物部守屋は仏像を目の敵にし、日本の神々の怒りを買うとして、天皇に仏像を捨てることを奏上する。天皇はこの言葉を信じ、先帝のやり方に倣って古来の国の神々を崇拝することに決める。物部守屋は前回よりもさらに多くの人々を集め、大きな炉で如来像を溶かそうとするが、びくともしない。次に鍛冶師を呼んで打たせるが、それでも傷一つつかなかった。そこで、物部守屋は再び如来像を難波の堀江に捨てさせ、それどころか僧たちから奪った経典や法衣なども投げ入れてしまう。
敏達天皇はこの罰を受け、崩御してしまう。皇位は弟が継ぎ、用明天皇となった。その后は穴太部皇女である。

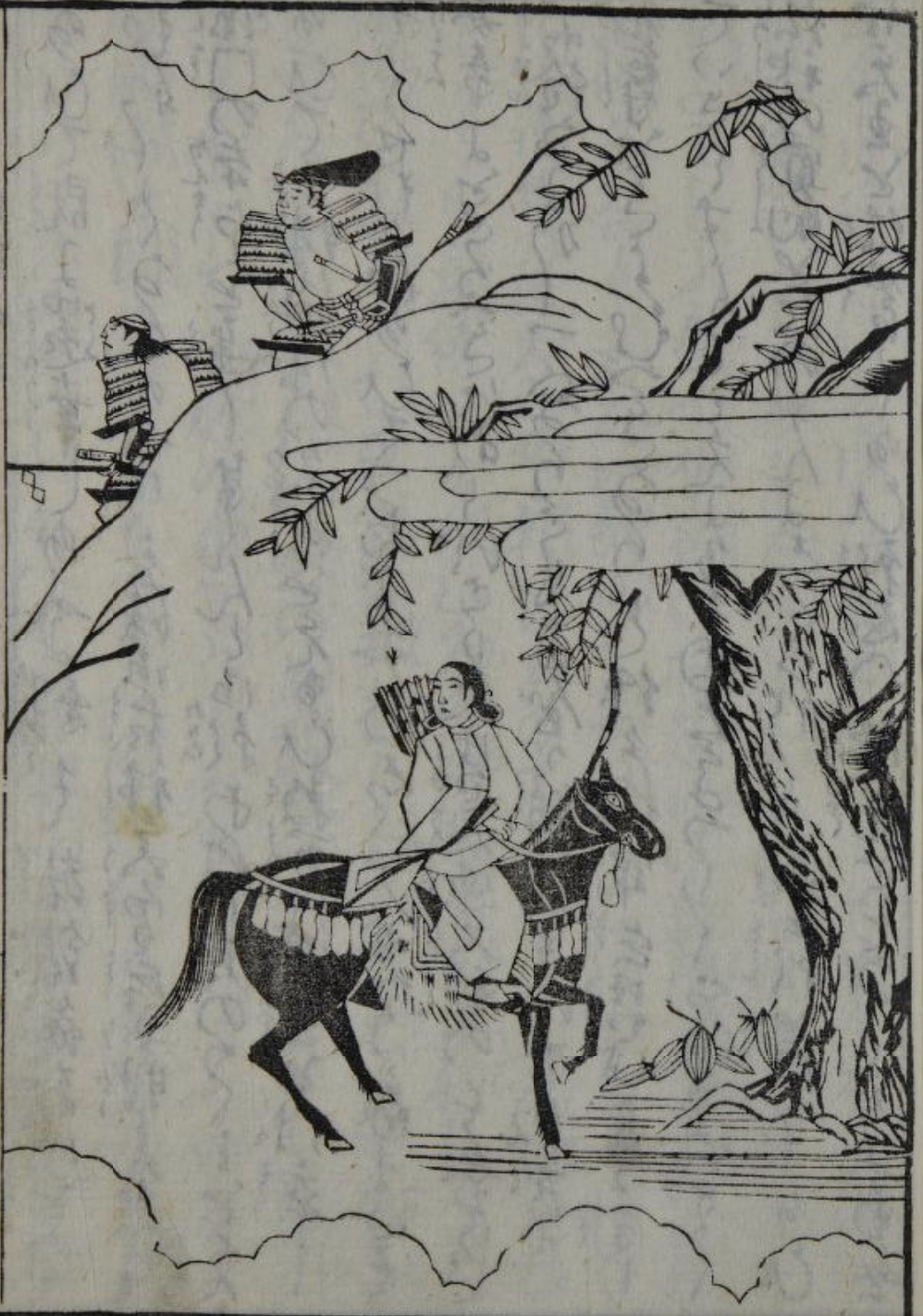
物部守屋の兵から隠れる聖徳太子（坂内直頼『善光寺縁起』より）

### 聖徳太子
穴太部皇女はある夜、夢を見る。西方から来た僧が、自分には世の人々を救う大願がある、あなたの胎内をお借りしたいと言うのである。后はたちまち懐妊し、こうして生まれたのが聖徳太子である。厩戸皇子と命名された。
皇子は2歳になるまで左の手を握ったままだったが、ある日合掌して東に「南無仏」と唱えると、握った拳を開いて手の中から一粒の舎利を出した。今、法隆寺にある仏舎利がこれである。
聖徳太子が12歳になったとき、新羅から日羅という学者が渡来して、聖徳太子を礼拝して「東方に仏教を伝える日本の王として、仏法をひろめて人々を救ってくださる」と唱えた。聖徳太子は16歳の時、物部守屋を成敗して日本一国を仏法の行き渡った土地にすることになる。
その頃、物部守屋は一族を集め、聖徳太子と蘇我馬子を殺そうと計っていた。このことが世間に知れ渡り、聖徳太子は「仏法の敵、天皇の敵である守屋を許してはおけない」と蘇我馬子と共に挙兵する。聖徳太子と守屋の戦いが始まるが、守屋の軍勢に押され、太子は退却することになる。守屋の軍勢が太子を見つけそうになった時、太子は椋木に向かい、「私が合戦を起こしたのは皇位につくためではなく、仏法を盛んにして人々を救うためです。どうか私を守ってください」と祈った。すると不思議なことに椋の木が二つに裂けて開き、太子はその中に隠れ、難を逃れられた。
聖徳太子は改めて神仏のご加護に頼ることにし、四天王の像を自ら刻み、「勝利を得たならば四天王寺を建てよう」と祈願した。これにより、西方極楽浄土の阿弥陀如来、観音菩薩、勢至菩薩、また十二神将とその配下、千手観音とその配下の二十八部衆など、神仏は残らず太子を守護した。こうして次の合戦で、太子は守屋との戦いに勝ち、守屋は滅びたのである。この後、593年に四天王寺が建立された。
その後、十七条の憲法を制定し、国民は身分の上下なく皆仏法に帰依した。また、四十六か所に寺院を建立した。これが日本において仏教が盛んになった始まりである。
平和な世になり、太子が難波の堀江に出かけて如来に礼拝すると、にわかに水面が輝き、如来が水面に出現した。太子は如来に再び宮中に帰ることを求めるが、如来は「私はここで待つべき人がいるので、それはできない」と答え、再び水に沈んでしまう。

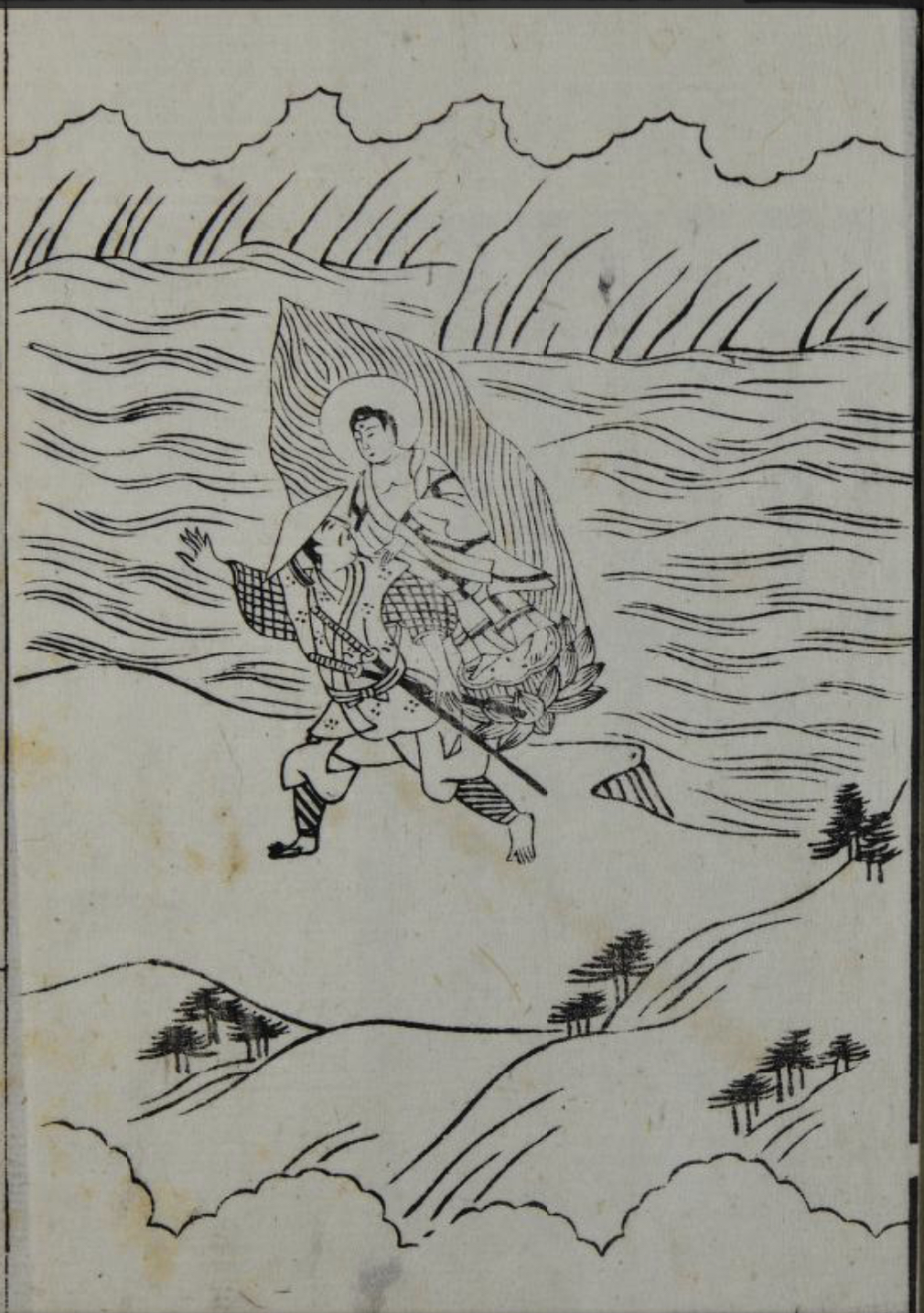
難波の堀江で本多善光の背中に抱きつく如来（坂内直頼『善光寺縁起』より）

### 本多善光と善光寺の建立
600年、信濃の国に本多善光という貧しい男がいた。国司の供として都に上っていた際、難波の堀江に差し掛かると、水底から光が輝き、何かが背中に抱きついてくる。それは如来であった。阿弥陀如来は善光との前世での縁を語る。「昔、お前はインドで月蓋と名乗り、私を極楽から招いて安置して敬った。次にお前は百済に生まれ、聖明王と名乗ったので、私もその国に飛んで行ってそこに安置された。今、お前は善光と名乗っている。私を連れて国に帰りなさい。私はお前と同じ場所で人々に恵みを与えたいのです」
善光は感激し、如来を背負って喜び勇んで信濃の国に帰った。善光は初め、西の庇の間にある臼の上に如来像を乗せ、妻と子と三人で礼拝していたが、やがて御堂を立ててそこに如来を安置した。ところが、如来は何度お堂に連れて行っても、また元の臼の上に戻ってしまう。如来はこう告げた。「たとえ金銀で飾った立派な堂を建てたとしても、私の名を唱える声がなければ意味がない。たとえ汚れて粗末な家であっても、私の名を唱える所こそが私の住処です」こうして、如来が伊奈郡に住んで41年が経過した。642年には如来のお告げにより、信濃の国水内の郡芋井の郷に御堂を立て、そこに如来像を安置した。

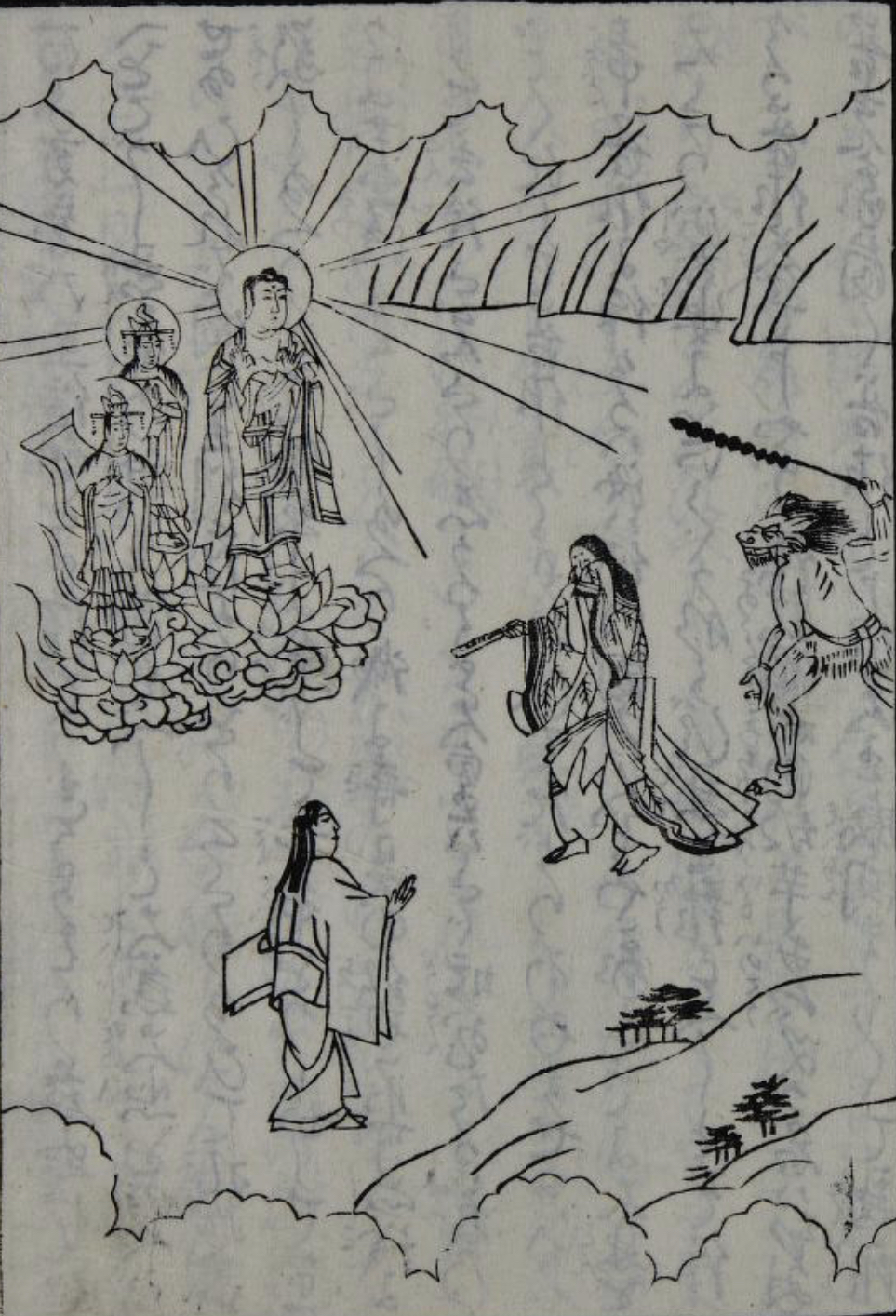
地獄で皇極天皇と出会う、如来と本多善佐（坂内直頼『善光寺縁起』より）

ある時、貧しさのあまり油がなく、灯明もつけられなかったところ、如来は眉間から光を放ち、その光は香と油の火となって辺りを照らした。これが今も伝わり、善光寺如来の仏前に輝いている御三燈の灯火の始まりである。
さて、643年、本多善光の長男・善佐が亡くなってしまう。善光はたいそう悲しみ、如来に訳を尋ねたが、生前の業因によるものだと言う。けれども如来は自ら善佐を救うため、閻魔王の宮殿に赴いた。閻魔王はそれに驚き、善佐が娑婆に戻ることを許可する。その現世への帰り道、善佐はひとりの高貴で美しい女性が地獄に向かっていくのに出会う。それはなんと、当時の日本の君主である皇極天皇であった。驕り高ぶり、仏法を忘れていたため、その死後地獄に送られようとしていたのである。
善佐はこれを見て、たちまち善い心が起こり、如来に言った。「私の命と取り換え、天皇を生き返らせてください。天皇の罪は私が受けましょう」感心した如来は、閻魔王に頼み、二人の命を救ってやることにする。天皇は善佐に大変感謝し、この恩は必ず返すと約束した。
皇極天皇は生き返り、宮中は大騒ぎとなった。善佐も蘇り、親子で喜んでいたのも束の間、都から善光と善佐を呼び出す勅命が下る。二人は宮中で天皇と会い、「そなたの望みは何でもかなえましょう」と言われる。そこで善佐は如来の御堂を建立し、後世に至っても読経による供養が続くことを望んだ。これを受け、天皇は善佐に信濃を、善光には甲斐を与えることにする。
その後、如来の御堂は皇極天皇の願いとして、立派に完成した。本多親子のうち、父の名を取ってこの寺は「善光寺」と名付けられた。
一度参詣してここを拝んだ人は、誰もが差別なく、皆極楽往生することができる。願うべし。親しむべし。

### 巻の五
ここまでが巻の１～４までの内容で、以降は善光寺の秘史が記述されている。それは以下の通りである。
- 善光寺如来ご信仰の歴代天皇 - 第三十代欽明天皇から第42代文武天皇まで。
- 本多善光の子孫 - 善光から二十六代・友隆まで記されている。
- 聖徳太子との手紙のやり取り
  - 聖徳太子が信濃の国善光寺の本尊に、使者を派遣して書簡を捧げた。生き仏の本尊はそれに手紙を返し、この返事の手紙は法隆寺に保存されている。
- 秘仏のはじまり
  - 欽明天皇から孝徳天皇までの102年間は、如来はむき出しで人々に拝まれていた。しかし654年、如来自身が「宮殿を造って私を納め、その前に戸帳を垂れなさい」と告げた。それ以来、善光寺如来は秘仏となっている。
- 強風と地震
  - 762年、大風と地震に襲われ、多くの家や寺社が倒壊したが、善光寺にはわずかな破損もなかった。天皇をはじめ人々は感動して善光寺への信仰を深めたという。
- 神々の参詣
  - 我が国の大小の神々も善光寺に参詣している。こと紀州の熊野権現は毎日来臨され、諏訪明神は毎晩参詣される。熊野権現の本地は阿弥陀如来、諏訪明神の本地は普賢菩薩であるので、まこと理由のあることだ。神仏でさえ参詣するのだから、まして身分の低い我々はどうして参詣しなくてよいだろうか。
- 性空上人の参詣長安で皇帝と会う性空上人（坂内直頼『善光寺縁起』より）

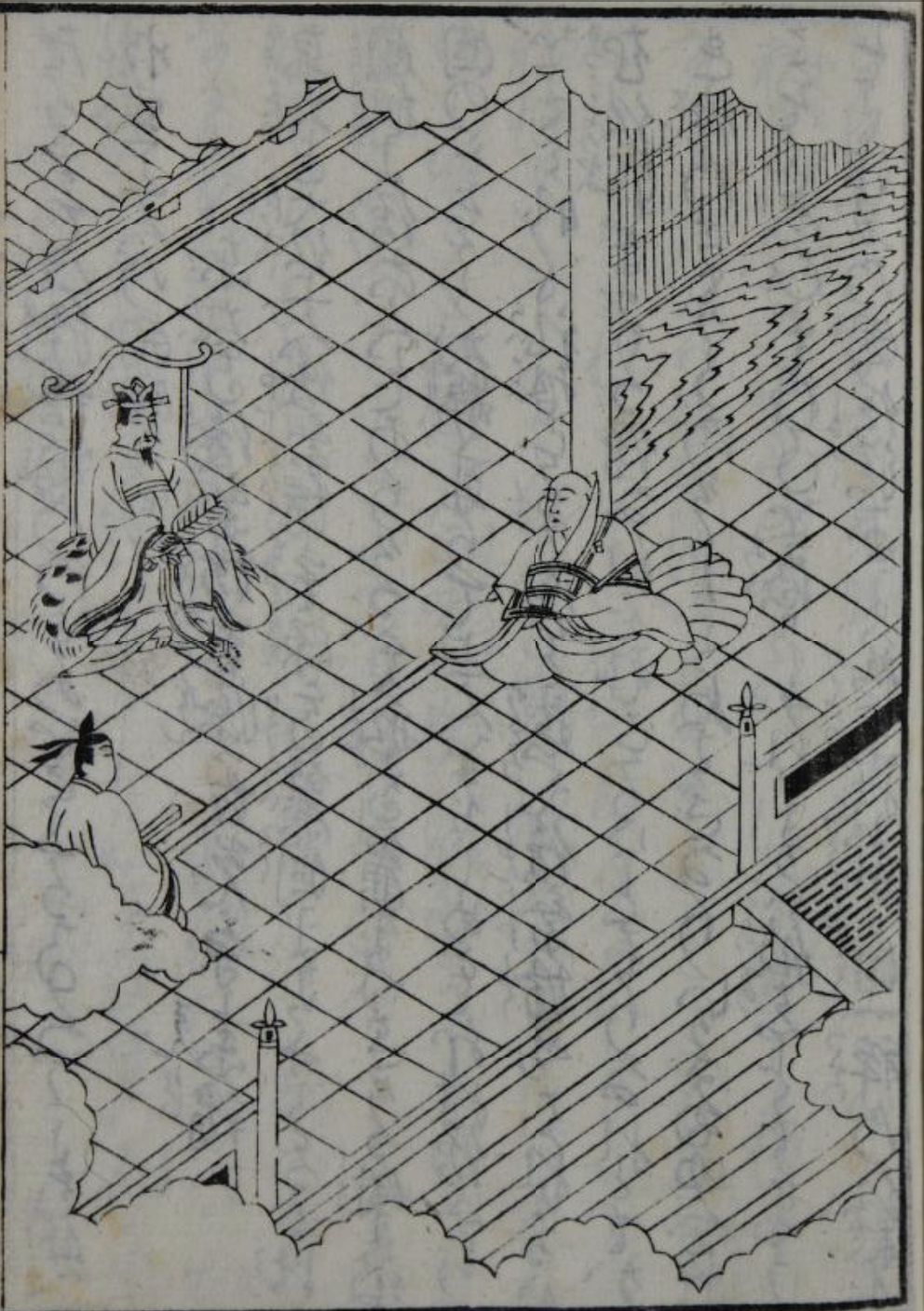
長安で皇帝と会う性空上人（坂内直頼『善光寺縁起』より）

  - 性空上人という名僧が若い頃、中国の長安に渡ると、皇帝が善光寺の本尊について尋ねた。「本尊は生身の如来様だと聞いている。善光寺のありさまを詳しく話してくれ」しかし、上人はまだ善光寺に参詣したことがなかった。困った上人は嘘をつき、あたかも参詣したかのように善光寺の様子を語ったが、皇帝はそれを聞いて言った。「善光寺に参詣した人は額に御印文が押されると聞く。ところでお前の額の印文はなぜ曇っているのか？」
  - 上人は不思議に思い、帰国後母に尋ねると、思い当たることがあるという。「私はあなたをお腹に宿している時、善光寺に参詣しました。だから印文はあっても曇っていたのです。善光寺如来様のご配慮ですよ」
  - 感激した上人は播磨の国から信濃の国善光寺に参詣した。そして善光寺如来の前で毎日法華経を読んだ。現在に至るまで善光寺では法華経を読むお勤めが滞りなく続いているが、これがその始まりである。
- 俊乗坊重源の参詣
  - 東大寺の大仏を復興して大仏上人と呼ばれた重源が高麗に渡った時、その国の人々が大勢やって来て上人を大層熱心に礼拝した。理由を尋ねると、「あなたの国の信濃の国に極楽の教主・阿弥陀如来様と同一の体を持った仏様がいらっしゃると聞いている。きっとその霊場に参詣していることだろう。ならばお釈迦様がこの世におられた当時のお弟子と同じことで、そうした尊い方々とお見受けして礼拝したのです」
  - しかし、重源はまだ善光寺に参詣したことがなく、正直にそう話すと、その人々は不本意そうに立ち去ろうとした。だが、一緒に来た僧のひとりが、「私は参詣したことがあります」と言うと、彼らはまたこの僧の前に来て、ひざまずいて恭しく礼拝した。「あなたは極楽往生が決まっている方です。あなたが往生される時には、今のこのご縁で、必ず私たちを極楽へ導いてください」
  - こうして重源は、帰国するとすべてを差し置いて善光寺に参詣したのだった。
  - また、次のような話もある。昔、宋国の人が日本に渡り、長年たった後帰国したところ、故郷の人々がうらやましがって言った。「信濃の国の善光寺として知られている、生身の如来様のお寺に参詣したことでしょう。せめてお話だけでも聞かせてください」
  - しかし、その人は「そのような寺があるとは知らず、一度も参詣しなかった」と答えたので、あきれられ、故郷の人々につまはじきにされたという。
- 三輪の時丸
  - 一条天皇の御代、大和の国の三輪の里に時丸という男がいた。死んだ男は閻魔大王のもとまで来たが、突然足の下から金色の光が出た。足の裏に「善光寺」と書いた印文があったので、閻魔王は「お前は生前善光寺に参詣したか」と尋ねた。しかし、時丸にそんな経験はない。よく考えたところ、ひとつ心当たりがあった。自分が胎内にいる頃、母が参詣していたのである。
  - 閻魔王はその仏徳を称え、時丸を生き返らせることにした。現世に戻った時丸はこの話を伝え、両親と三人で善光寺に参詣した。時丸はそのまま信濃にとどまり、出家して、最後には極楽往生を遂げたという。
- 定尊法師の新仏模鋳
  - 尾張の国に定尊という僧がいた。ある日、定尊の夢に僧が現れ言った。「私は信州善光寺如来からの使者です。急いで善光寺に参詣しなさい」それからすぐに定尊が善光寺に参詣して念仏や読経をしていると、とうとう秘仏の善光寺如来がその夢の中に姿を現した。「私の姿を模鋳し、各地に像を安置して、衆生を救うのです」
  - 定尊は秘仏の姿を実際に模写し、模造する許可を得ると、全国を回って寄進を募った。その結果、4万9700人余りの協力を得て、ついには1195年に阿弥陀如来と観音、勢至の二菩薩を模鋳することができた（※この仏像は武田信玄により甲府に移され、現在甲府善光寺の本尊となっている）。
  - 善光寺本尊のご利益はかくのごとく、その霊験は数知れない。天下に災難がある時には、この仏像は必ず汗をかくという。また全国に安置されている、模鋳した仏像も、同様に不思議な霊験を現すのである。
- 浄蓮法師の神仏模鋳
  - また伊豆の国に浄蓮上人という人がいた。1221年、夢の中に善光寺如来が現れ、「お前の極楽往生はすでに決まっている。急いで私の像を模鋳して、衆生を救い導くのです」
  - 浄蓮が善光寺に参拝して本尊の前に籠ると、四日目に「急いで私の姿を見よ」と声がした。そこで浄蓮は秘仏となっている本尊を実際にその目で見た。恐れ多いと思いながらもその姿を模写すると、三尊の姿を模鋳し、念願を果たしたのである。この浄蓮上人は、当時の執権・北条時頼の帰依僧であり、西明寺の開祖である。

- 善光寺如来の歌
  - 少し昔、善光寺の念仏堂には四十八人の供奉僧がいたが、規律が乱れていて、戒律を破る有様だったので、善光寺の副住職はこの僧たちを解任、鎌倉から代わりの僧を招いて配置した。ところが、この僧たちが蛇に襲われるなどの変事がたびたび続いた。ある夜、僧たちは一斉に同じ夢を見る。本尊の厨子が開き、老いた高僧が一首の歌を詠むのである。
  - 「五十鈴川清き流れはあらばあれ我はにごれる水にやどらん」（伊勢の五十鈴川の清い流れは、それはそれで構わない。が、私は濁っている水に宿りたい）
  - さらに、「私は悪業の深い人々をこそ救い導きたい。お前たちのような戒律を守る者は、それはそれで構わないが」と告げた。
  - この夢を如来からのお告げと悟り、新しい僧たちは鎌倉に戻って、はじめの僧たちがまた呼び戻されたのだった。悪事をなす者に目をかけ、衆生をことごとく救おうとする如来のご本願は、まことに不思議なものである。またこの善光寺如来の歌は、『玉葉歌集』にも載せられている。
  - また少し昔、元亨年間（1321～24）のこと、美作の国に住んでいた賢忍坊という僧が善光寺に参詣したが、間もなく盲人になってしまった。賢忍坊は信濃にとどまり、庵に住んで毎日念仏を唱えていたが、ある時如来に祈った。「盲人になれば生きていてもどうにもならない。早く浄土にお迎えください」
  - ある夜の夢の中で、善光寺如来は一首の歌を詠んで賢忍坊に示した。
  - いそがはしむかへんほどはまてしばしその日のときとさだめをくなり（ああ忙しい。迎える時まで、しばらく待ちなさい。迎える日はこの日と決めてあるのだ）
  - 賢忍坊はこれを聞き、「運命は定まっているのに、最期には極楽浄土にお迎えくださる。こんなに嬉しいことはない」と感激し、ますます念仏に励み、最期に極楽往生を遂げたのある。
- 火災から善光寺如来を助ける僧侶（坂内直頼『善光寺縁起』より）善光寺の火災と復興

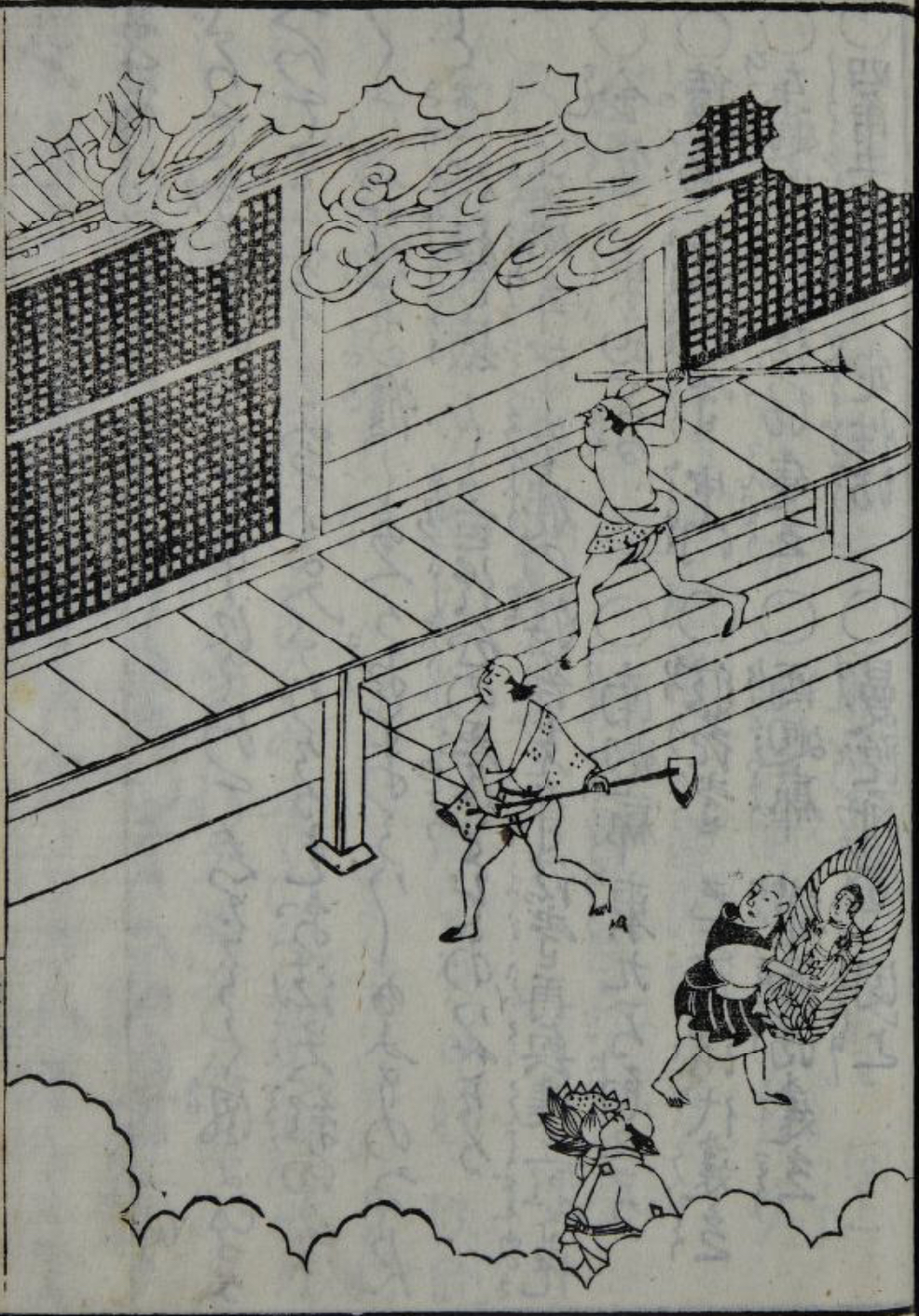
火災から善光寺如来を助ける僧侶（坂内直頼『善光寺縁起』より）

  - 善光寺の仏閣はたびたび火災に遭ったが、そのたびに再興された。大昔の記録はわからないが、記録に残っている火災を調べると、1179年に落雷があり金堂に火がかかり、四面の回廊に燃え広がってたちまち焼失した。人々は如来を助けようとするが、火が強くてどうにもならない。しかし、厨子には火が及ばず、如来は火炎の中にそびえ立って無事であった。このことは天下に広く知れ渡り、天皇も如来の功徳を敬って礼拝した。そのため、間もなく善光寺は再興されたのである。
  - その後また1268年、善光寺の西門よりにわかに出火し、伽藍に燃え移って一堂残らず焼失してしまった。この時も、如来は無事であった。
  - 1313年にも炎上し、この時もまた間もなく再建したが、金堂の柱やそのほかの木材が、自然に空を飛んで善光寺にやって来た。この不思議な出来事は『善光寺飛柱記』にも書かれている。
  - それから1370年、炎上。その次に1427年、東の門より出火して、堂塔は一堂も残さずに焼失した。この時、金堂に火がかかると、炎の中から金色の光が差し、その光が東の方の横山にあった堂の中に差し込んだ。不思議に思って堂内を調べると、如来はこの堂に飛び移っていたのだった。

- 終わりにあたって
  - 善光寺如来は衆生に恵みを与えてくださることが、他の仏よりも優れていて、霊験は他よりもまさっている。善光寺に参詣した者は、百人は百人とも、千人は千人とも、身分の上下や善人悪人の区別なく、皆残らず救われて極楽浄土に導かれるのである。信じなければならない。拝まなければならない。

長野駅前の如是姫像（2023年撮影）

## 補足

### 如是姫像
善光寺縁起に登場する如是姫をかたどった、如是姫像が現在も長野駅前善光寺口に建っている。その見つめる先は善光寺である。
元々の像は竹内久一によって造られ、1908年に善光寺の境内に建立。1936年長野駅前に移された。ところが1944年、戦時中の金属供出で如是姫像も供出されてしまう。その後1948年、募金活動により、現在の如是姫像が再建。作者は東京美術学校彫刻科教授・佐々木大樹（竹内久一の弟子）。長野駅改築により移動され、2015年に現在の場所に建つようになった。